# Acymatopus major
Acymatopus major är en tvåvingeart som beskrevs av Sadao Takagi 1965. Acymatopus major ingår i släktet Acymatopus och familjen styltflugor. Inga underarter finns listade i Catalogue of Life.